# Северный колючий хвостокол
Северный колючий хвостокол(лат. Dasyatis centroura) — хрящевые рыбы рода хвостоколов из семейства хвостоко́ловых отряда хвостоколообразных надотряда скатов. Разделённые между собой популяции этих скатов обитают в водах северо-западной, юго-западной и восточной Атлантики. Ведут придонный образ жизни, встречаются на глубине от 15 до 50 м. Совершают сезонные миграции: зимой уплывают в открытое море, а лето проводят в прибрежной зоне. Максимальная зарегистрированная ширина диска 260 см, масса 360 кг. Грудные плавники этих скатов срастаются с головой, образуя ромбовидный диск, ширина которого слегка превышает длину. Окраска дорсальной поверхности диска монотонная. Длина кнутовидного хвоста намного превышает длину диска. Позади шипа на вентральной стороне хвостового стебля имеется кожная складка. Диск усеян многочисленными колючками.
Эти скаты проводят большую часть суток, неподвижно лёжа на дне под слоем осадков. Охотятся в основном на донных беспозвоночных и костистых рыб. Подобно прочим хвостоколообразным, северные колючие хвостоколы размножаются яйцеживорождением. Эмбрионы развиваются в утробе матери, питаясь желтком и гистотрофом. В северо-западной Атлантике самки приносят потомство ежегодно: осенью и в начале зимы. В помёте 4—6 мальков. Беременность длится 9—11 месяцев. В Средиземном море самки рожают дважды в год, численность потомства составляет от 2 до 6 мальков, при этом длительность беременности не превышает 4 месяца. Кроме того, скаты, принадлежащие северо-западной популяции, появляются на свет более крупными и достигают половой зрелости при бо́льших размерах по сравнению со средиземноморскими сородичами. Эти скаты в целом не агрессивны, но будучи потревоженными и в случае опасности они способны наносить ядовитым шипом болезненные уколы, потенциально опасные для жизни. Не являются объектом целевого промысла, однако нередко случайно оказываются в сетях при ловле других видов рыб.

## Таксономия и филогенез
Впервые вид был научно описан американским натуралистом Самьюэлом Митчиллом в 1815 году как Raja centroura. Его описание относилось к особям, пойманным у берегов Лонг-Айленда, однако типовые экземпляры назначены не были. Видовой эпитет происходит от слов др.-греч. κέντρον — «стрекало, жало» и др.-греч. οὐρά — «хвост». Позднее он был отнесён к роду хвостоколов. Таксономический статус северного колючего хвостокола до конца неясен из-за разобщённости и различий в жизненном цикле скатов, принадлежащих к разным популяциям, которые могут представлять собой совокупность близкородственных видов. В 2001 году был опубликован филогенетический анализ 14 видов хвостоколов, основанный на морфологии. В нём северный колючий хвостокол и Dasyatis lata были признаны близкородственными видами, образующими кладу с американским хвостоколом и Dasyatis longa. Близкородственная связь между северным колючим хвостоколом и американским хвостоколом была подтверждена генетическим анализом, проведённым в 2006 году. Тот факт, что северные колючие хвостоколы и Dasyatis lata обитают в разных океанах, вероятно, свидетельствует о том, что они разошлись до образования Панамского перешейка (около 3 млн лет назад).

## Ареал и места обитания
Северные колючие хвостоколы широко распространены в прибрежных атлантических водах. В Западной Атлантике они встречаются от Джоржс Бэнк, Новая Англия, до Флориды, Багамских островов и северо-восточной части Мексиканского залива. Есть немногочисленные данные о присутствии этих скатов в водах Венесуэлы, Аргентины и на Белизском Барьерном рифе. В восточной части Атлантического океана северные колючие хвостоколы распространены от юга Бискайского залива до Анголы, включая Средиземное море и воды, омывающие Мадейру и Канарские острова. Единичные сообщения из Коллама, Индия, скорее всего относятся к другим видам хвостоколов.
На Багамских островах северные колючие хвостоколы встречаются на глубине до 274 м, а в Средиземном море они регулярно попадаются глубже 200 м. Однако чаще эти скаты держатся на глубине 15—50 м. Эти донные рыбы населяют различные биотопы, включая открытое пространство с песчаным, илистым или плотно заросшим ракушками дном. В северо-западной Атлантике они часто присутствуют в солоноватых водах, а у берегов Западной Африки заходят в низовья крупных рек.

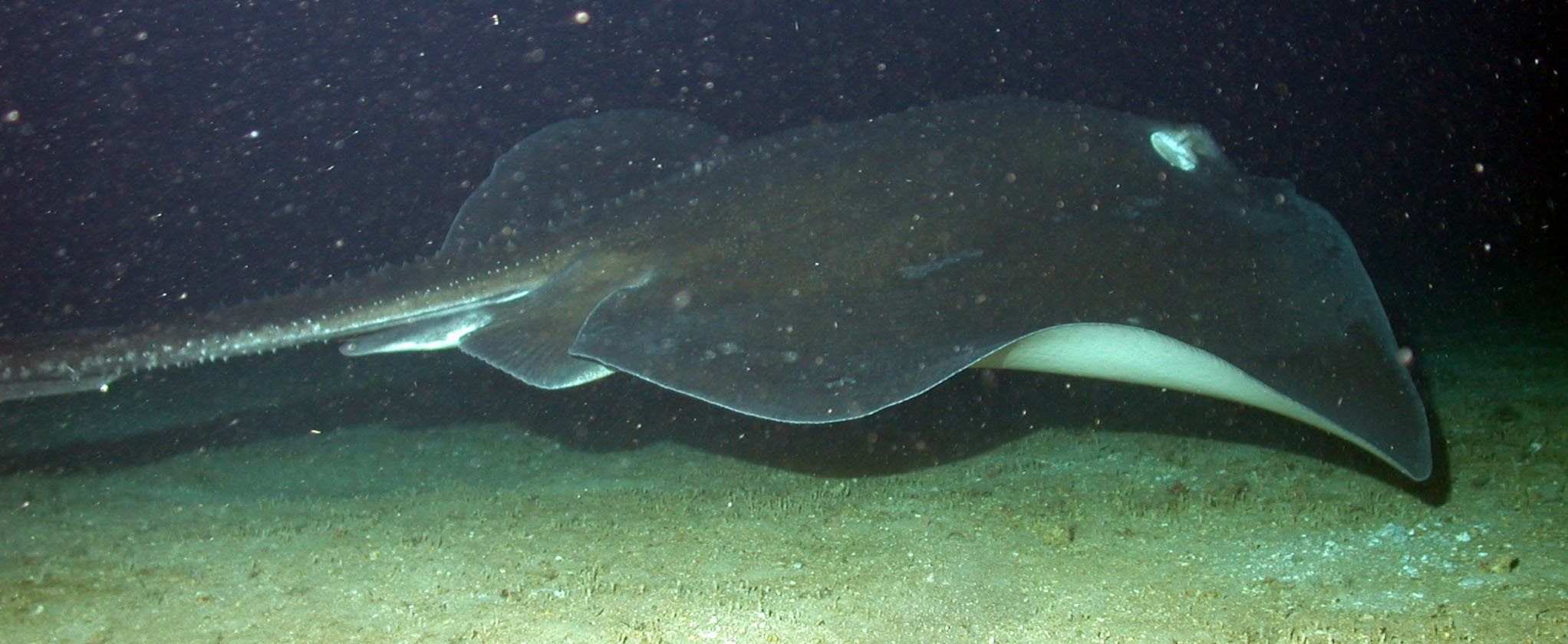
Северные колючие хвостоколы предпочитают песчаное дно.

Эти скаты предпочитают температуру воды 15—22 °С, именно температура является главным фактором, влияющим на их распространение. У восточного побережья США они совершают сезонные миграции: с декабря по май держатся в средней части и на внешнем крае континентального шельфа от мыса Хаттерас в Северной Каролине до Флориды, причем крупные особи находятся южнее по сравнению с мелкими. Весной популяция перемещается к северу от мыса в небольшие бухты, узкие заливы и солоноватые эстуарии рек, сохраняя сегрегацию по размеру с севера на юг. Вероятно, популяция северных хвостоколов, обитающая в Средиземном море также совершает подобные миграции, перемещаясь летом в мелкие прибрежные воды, а зимой уходя на глубину. Беременные самки этих скатов предпочитают держаться отдельно.

## Описание
Грудные плавники этих скатов срастаются с головой, образуя ромбовидный плоский диск, ширина которого в 1,2—1,3 раза превышает длину, с закруглёнными плавниками («крыльями»). Рыло притуплённое и слегка удлинённое. Позади мелких глаз расположены брызгальца, которые превышают их по размеру. На вентральной поверхности диска расположены 5 жаберных щелей, рот и удлинённые, узкие ноздри. Между ноздрями пролегает лоскут кожи с бахромчатым нижним краем. Среднего размера рот изогнут в виде широкой дуги. Дно ротовой полости покрывают 6 отростков. Мелкие и притуплённые зубы с ромбовидными основаниями выстроены в шахматном порядке и образуют плоскую поверхность. В отличие от самок и неполовозрелых особей зубы взрослых самцов заострены. Во рту имеется по 7 верхних и 12—14 нижних функциональных зубных рядов, хотя их общее количество существенно больше.

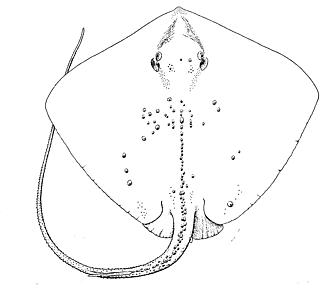

Края брюшных плавников образуют почти прямую линию, кончики заострены. Длина кнутовидного хвоста в 2,5 раза превышает длину диска. Как и у других хвостоколов на дорсальной поверхности в центральной части хвостового стебля расположен длинный зазубренный шип, соединённый протоками с ядовитой железой. Иногда у скатов бывает 2 шипа, периодически шипы обламываются и на их месте вырастает новый. Позади шипа хвостовой стебель имеется нижняя кожная складка. У особей с шириной диска 46—48 см шкура совершенно гладкая. Диск более крупных скатов вдоль средней линии от кончика рыла до основания хвоста, а также дорсальная и латеральные поверхности хвоста начинают покрываться крупными шиповатыми бляшками. Бляшки отличаются по размеру, самые крупные равны диаметру глаза, и могут нести до 3 шипов. Окраска дорсальной поверхности диска ровного коричневого или оливкового цвета, вентральная поверхность белая, по краям не темнеет. Будучи самыми крупными представителями своего рода северные колючие хвостоколы достигают 2,6 м в поперечнике, максимальная зарегистрированная длина 4,3 м, а вес 360 кг. В целом самки крупнее самцов.

## Биология
Обычно северные колючие хвостоколы малоактивны и большую часть суток проводят лёжа на дне под слоем осадков. Они являются универсальными хищниками и их рацион в целом состоит из наиболее доступной пищи в местах обитания. Чаще всего они охотятся у дна, хотя при случае могут поймать добычу, плавающую в толще воды. В их рационе присутствуют разнообразные беспозвоночные и костистые рыбы, такие как песчанковые и скапы. У берегов Массачусетса они в основном поедают крабов Cancer, двустворчатых моллюсков мий, брюхоногих Polinices, кальмаров Loligo и кольчатых червей. В заливе Делавэр основу их рациона составляют креветки  Cragon septemspinosaи многощетинковые черви Glycera dibranchiata. В кормовой состав северных колючих хвостоколов идентичен кормовому составу бахромчатого хвостокола, которые также обитают в этом заливе. В водах Вирджинии основным источником пищи являются креветки Upogebia affinis. У берегов Флориды, северные колючие хвостоколы охотятся главным образом на ракообразных (Rananoides, Sicyonia brevirostris, Polinices и Portunus) и полихет.

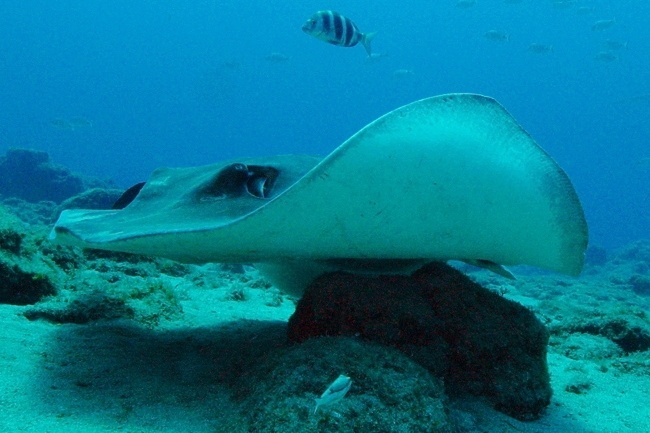
Как правило северные колючие хвостоколы охотятся у дна.

В свою очередь северные колючие хвостоколы могут стать добычей крупных рыб, в частности гигантской акулы-молот. Иногда к телу этих скатов присасываются обыкновенные прилипало. На хвостоколах паразитируют ленточные черви Acanthobothrium woodsholei, Anthocephalum centrurum, Lecanicephalum sp., Oncomegas wageneri, Polypocephalus sp., Pterobothrium senegalense и Rhinebothrium maccallumi, моногенеи Dendromonocotyle centrourae и пиявки Branchellion torpedinis.

### Размножение
Подобно прочим хвостоколообразным северные колючие хвостоколы относятся к яйцеживородящим рыбам. Эмбрионы развиваются в утробе матери, питаясь желтком и гистотрофом. У взрослых самок функционируют только левый яичник и левая матка. У восточного побережья США самки этих скатов приносят потомство ежегодно, спаривание происходит зимой и ранней весной. Спустя 9—11 месяцев осенью или в начале зимы на свет появляются 4—6 новорожденных длиной 34—37 см. В водах Северной Африки самки рожают в июле и в декабре, этот факт может свидетельствовать о том, что либо они после 4-месячной беременности приносят потомство два раза в год, либо существует две разные группы самок, которые вынашивают потомство 10 месяцев и рожают 1 раз в год в разные месяцы. В этих местах размер новорожденных меньше по сравнению с размером новорожденных североатлантической популяции, ширина диска составляет 8—13 см. Вероятно, это связано с укороченной продолжительностью беременности.
В северо-западной Атлантике самцы и самки достигают половой зрелости при ширине диска 130—150 см и 140—160 см, а в водах Северной Африке при 80 см и 66—100 соответственно.

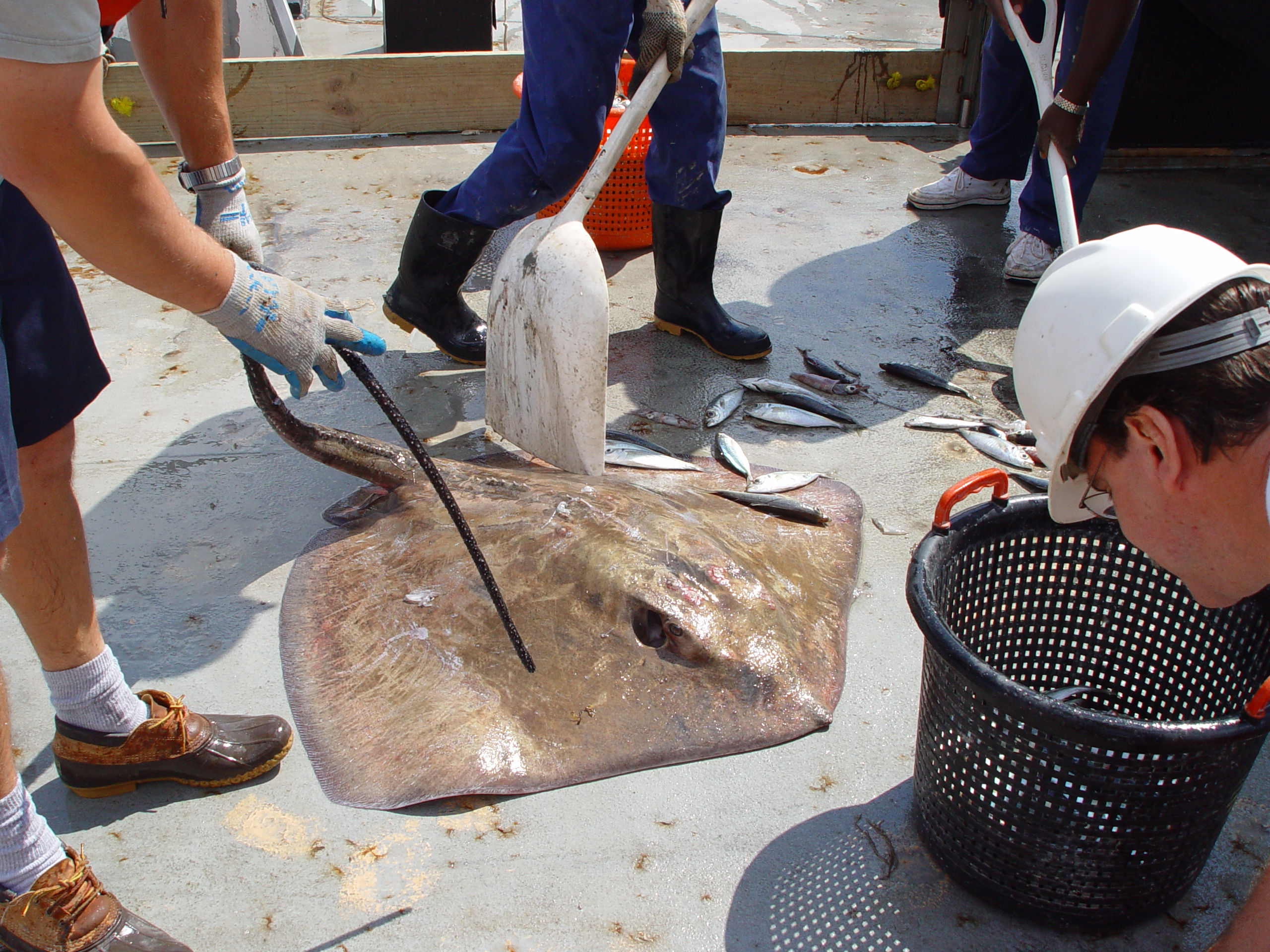
Северный колючий хвостокол, пойманный в Мексиканском заливе.

## Взаимодействие с человеком
Крупные размеры и длинный ядовитый шип делают северных колючих хвостоколов опасными для человека, поэтому рыбакам следует соблюдать осторожность при их поимке. Однако в целом они не проявляют агрессии и держатся слишком глубоко, чтобы представлять опасность для пляжных купальщиков. Есть данные, что они наносят вред фермам, где разводят моллюсков. Мясо северных колючих хвостоколов употребляют в пищу. Грудные плавники поступают в продажу в свежем, копчёном и вяленом виде. Из остатков туши производят рыбную муку, кроме того, ценится жир печени. В водах северо-западной Атлантики эти скаты не являются объектом целевого коммерческого промысла. Незначительное количество попадается в качестве прилова при донном тралении и в донные ярусы. Пойманных рыб исторически использовали в качестве удобрения. Международный союз охраны природы присвоил этому виду статус сохранности «Вызывающий наименьшие опасения». В Средиземном море ведётся интенсивный промысел с помощью тралов, ярусов и жаберных сетей. Несмотря на отсутствие точных данных, крупный размер делает этих скатов чувствительными к перелову. В этом регионе в последнее время они попадаются всё реже, что может свидетельствовать о сокращении популяции.